# Cersoblette
Cersoblette (in greco antico: Kερσoβλέπτης?, Kersoblèptēs; IV secolo a.C. – IV secolo a.C.) ereditò nel 358 a.C., il trono della Tracia dal padre Coti I, assieme a Berisade e Amadoco II, probabilmente suoi fratelli. Poiché al momento della morte del padre era molto giovane, tutta la gestione degli affari del regno venne assunta dall'avventuriero dell'Eubea, Caridemo, imparentato con la famiglia reale. L'area controllata da Cersoblette era ad est del fiume Hebrus.

## Biografia
Caridemo ebbe un ruolo di primo piano nelle trattative con Atene per il possesso del Chersoneso Tracico nelle quali Cersoblette appare come figura di secondo piano. La penisola sembra essere stata definitivamente ceduta agli Ateniesi nel 357 a.C., anche se non la occuparono con i loro coloni fino al 353 a.C.; non deve meravigliare se il discorso di Isocrate non da un riferimento certo sulla data. Per qualche tempo dopo la cessione del Chersoneso, Cersoblette continuò a corteggiare assiduamente il favore degli Ateniesi, essendo forse trattenuto dalla paura delle aggressioni dei loro squadroni nell'Ellesponto.
Alla morte di Berisade, prima del 352 a.C., Cersoblette concepì, o meglio Caridemo pensò per lui, di escludere i figli del principe defunto dalla loro eredità, e di ottenere il possesso di tutti i domini di Coti; ed in vista della realizzazione di ciò, che Caridemo ottenne dal popolo ateniese, attraverso gli oratori, il decreto in suo favore per il quale il suo estensore  Aristocrate venne messo sotto accusa, ma senza successo, secondo discorsi di Demostene ancora esistenti. Da un'allusione che passa in questa orazione, sembra che Cersoblette avesse negoziato con il re Filippo II di Macedonia un attacco combinato sul Chersoneso, che però non si realizzò per il rifiuto di Amadoco a consentire a Filippo il passaggio attraverso il suo territorio. Ma dopo l'approvazione del decreto di cui sopra, Filippo divenne il nemico di Cersoblette, e nel 352 a.C. realizzò una spedizione contro la Tracia, riportando una grande vittoria e prendendo in ostaggio un figlio di Cersoblette.
Sia Cersoblette che Amadoco sembra siano stati assoggettati da Filippo all'inizio del 347 a.C., e poco dopo la stessa sorte toccò a Cetripore, il figlio e successore di Berisade. I due sovrani, dopo aver fatto appello al sovrano macedone di arbitrare una controversia tra di loro, furono poi costretti a riconoscere la sua autorità quando il "giudice" si presentò con un esercito. 
Al momento della pace tra Atene e Filippo nel 346 a.C., troviamo Cersoblette ancora coinvolto nelle ostilità con il regno di Macedonia, che di fatto era in Tracia quando la seconda ambasciata di Atene giunse nella sua capitale Pella, e non tornò per dare loro udienza fino a quando non ebbe completamente assoggettato Cersoblette.
Nel corso dei successivi tre anni, Cersoblette sembrava aver recuperato la forza sufficiente per liberarsi dal giogo, e, secondo  Diodoro, persistette nei suoi attacchi sulle città greche dell'Ellesponto. Di conseguenza, nel 343 aC, Filippo marciò nuovamente contro di lui, lo sconfisse in diverse battaglie, e lo ridusse alla condizione di vassallo.